# Valdemar Lauw
Valdemar Gustaf Lauw (Wolmar, Gustaff, Läw) var en svensk fortifikationsofficer och tecknare verksam i slutet av 1600-talet och början av 1700-talet.
Han var son till ekipagemästaren på Skeppsholmen Frans Lou adlad Lauw och gift före 1700 i Reval. Lauw anställdes vid fortifikationen 1693 och befordrades till löjtnant 1694 med förordnande att tjänstgöra vid Västerbottens regemente. Han fick samtidigt i uppdrag av Eric Dahlbergh att för Sueciaverket teckna av Västerbottens och Norrbottens städer samt de betydande minnesmärken han kunde uppbringa. Hans originalteckningar från och utförda skisser av städerna Umeå, Torneå, Piteå och Luleå ingår numera i Kungliga bibliotekets planschsamling. Hans skisser renritades av Dahlberg och stacks senare i koppar av Johannes van den Aveelen. Lauw placerades senare i den Livländska brigaden och befordrades 1701 till kapten och 1705 till major. Han ledde förstärkningsarbetet av Pernau fästning och utförde ett antal skisser över arbetet, vilka ingår i Krigsarkivet. När Pernau slutligen uppgavs till ryssarna stannade Lauw kvar i Livland.  